# 6832 Kawabata
6832 Kawabata (1992 FP) là một tiểu hành tinh nằm phía ngoài của vành đai chính được phát hiện ngày 23 tháng 3 năm 1992 bởi K. Endate và K. Watanabe ở Kitami.